# Nicolaische Buchhandlung
Die Nicolaische Buchhandlung ist eine Buchhandlung in der Rheinstraße 65 im Berliner Ortsteil Friedenau. Sie geht auf eine Tradition seit 1700 zurück und gilt als die älteste bestehende Buchhandlung in Berlin.

## Geschichte

### Buchhandlung und Verlag 1700–1858
Im Jahr 1700 gründete der Wittenberger Verleger Gottfried Zimmermann eine Filialbuchhandlung in Alt-Berlin, wohl in der Heilig-Geist-Straße. 1703 übergab er sie an Johann Wilhelm Meyer.
Zimmermann übertrug 1713 die Buchhandlung an seinen Schwiegersohn Christoph Gottlieb Nicolai. Dieser gründete dort dazu einen Verlag, für den dieses Jahr als Gründungsdatum gilt. Beide befanden sich spätestens seit 1733 in der Poststraße 4.
Der älteste Sohn Gottfried Wilhelm Nicolai übernahm 1752 die Leitung. Nach dessen frühen Tod übernahm 1759 der Bruder Christoph Friedrich Nicolai, der ein berühmter Aufklärer war. Trotz anfänglichem Widerwillen führte er Verlag und Buchhandlung zu großer Bedeutung und machte sie zum literarischen und geistigen Zentrum der Stadt. 1787 verlegte er sie in die Brüderstraße 13 (heute: Nicolaihaus).  
Im Jahr 1811 übernahm nach dessen Tod der Schwiegersohn Daniel Parthey die Verlagsbuchhandlung, 1822 dessen Sohn Gustav Parthey. 1858 trennte er Buchhandlung und Verlag und führte diesen als Nicolaische Verlagsbuchhandlung (G. Parthey) weiter. Der Nachfolger besteht bis heute.

### Nicolaische Buchhandlung 1858–1945
Die Buchhandlung verkaufte er an den polnischen Verleger Maximilian Jagielski. Dieser führte sie als Nicolaische Sortimentsbuchhandlung M. Jagielski. 1863 gab er sie an Friedrich Wrede und Fritz Borstell, die sie als Nicolaische Buchhandlung (Wrede und Borstell) führten. Sie begründeten dort die größte Leihbibliothek Deutschlands.
Hans Reimarus wurde 1872 neuer Teilhaber (nach Wrede). Seitdem hieß sie Nicolaische Buchhandlung Borstell und Reimarus. 1883 wurde eine Filiale in der Potsdamer Straße 123a eröffnet. 1892 wurde die Zentrale in die Dorotheenstraße 75 verlegt, wo ein neues Gebäude dafür gebaut worden war.
Im Jahr 1901 wurde Reinhold Borstell neuer Eigentümer. 1929 wurde die Buchhandlung von einem größeren Unternehmen übernommen. Es entstanden Filialen am Kurfürstendamm und in der Rheinstraße 65 in Friedenau, später eine weitere in der Saarlandstraße (heute: Stresemannstraße). 1945 wurden die Gebäude in der Innenstadt fast vollständig zerstört.

### Nicolaischer Verlag seit 1947

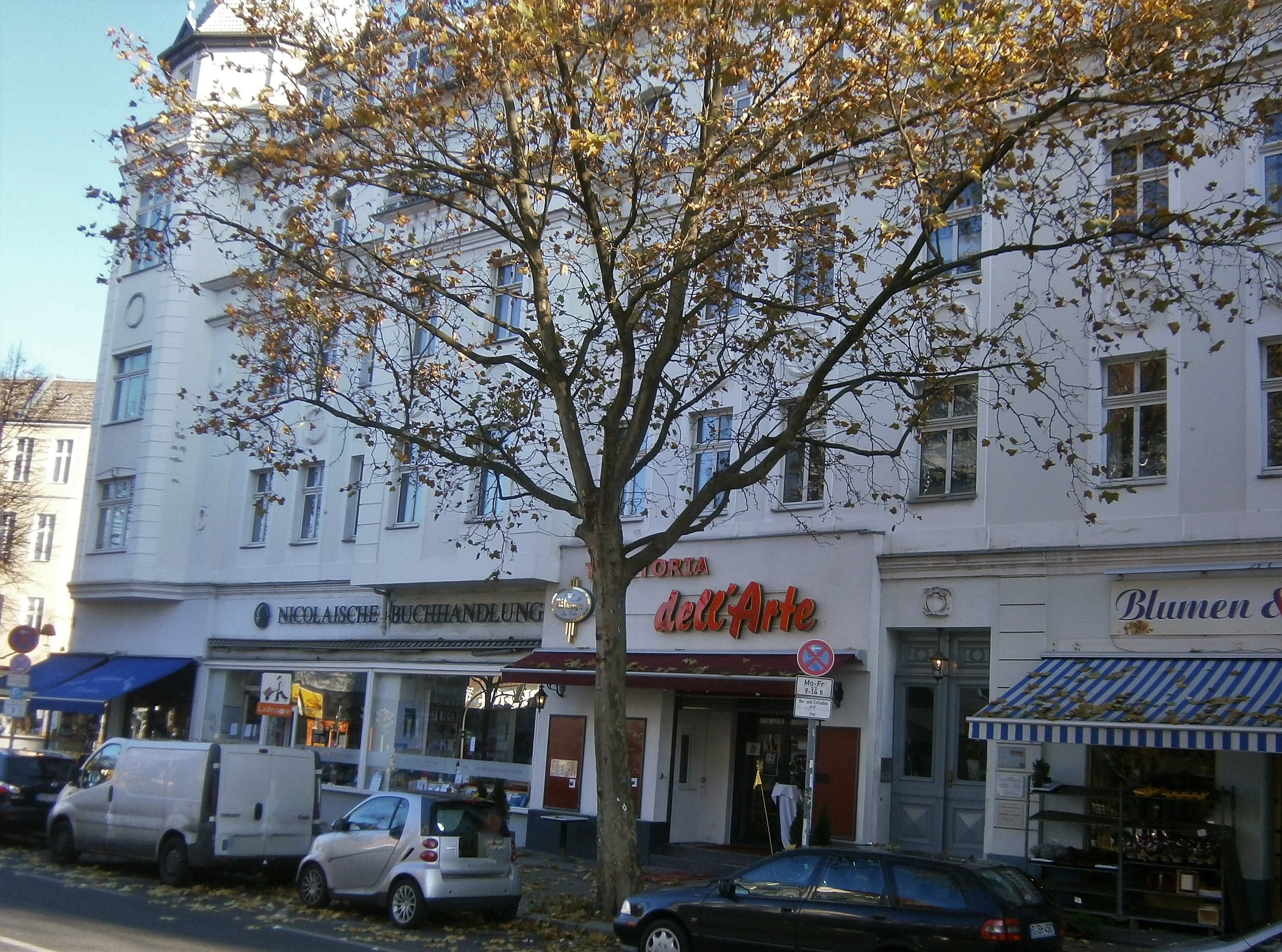
Rheinstraße 65

Bald nach 1945 wurde die Filiale in Friedenau wieder eröffnet und besteht seitdem. Zu den Stammkunden gehörte lange Zeit der in der Nähe lebende Schriftsteller Günter Grass.
Im Jahr 2015 wurden die Räumlichkeiten der Buchhandlung renoviert. Die offizielle Bezeichnung ist Nicolaische Buchhandlung Borstell und Reimarus GmbH.